# Les Drames de l’Afrique australe
Der französische Schriftsteller Louis Boussenard (1847–1910) veröffentlichte 1883 die Roman-Trilogie Les voleurs de diamants, die aus den Teilen Les voleurs de diamants, Le Trésor des Rois Cafres und Les Drames de l’Afrique australe besteht und auch unter dem Titel Aventures Périlleuses de Trois Français au Pays des Diamants; Le Trésor des Rois Cafres publiziert wurde. In Les Drames de l’Afrique australe wird in 18 Kapiteln die Suche verschiedener Personen nach einem sagenumwobenen Königs-Schatz erzählt.

## Handlung
Der Roman beginnt mit einem Streit zwischen den holländischen Banditen Pieter und Cornélis Boer und einem Reverend, die auf Schatzsuche sind und wegen eines Unwetters auf einer Insel festsitzen. Da erscheint ein Mann, der die zwei Brüder überwältigt und sie zwingt, ihm zu dienen. Als Belohnung sollen sie Diamanten eines Schatzes von ehemaligen Königen erhalten. Der Unbekannte ist der Boxer Sam Smith, der im Reverend seinen alten Piratenkameraden James Willis wiedererkennt und diesen nun aus Rache für dessen Verrat festbindet und sterben lassen will.
In einem englischen Gerichtshof soll ein Richter dem Polizisten M. Will zwei Gefangene ausliefern. Alexandre Chauny und Albert de Villeroge sollen einen Mann getötet haben und daraufhin geflüchtet sein. Die unrechtmäßig verurteilten Männer wollen ihre Strafe ertragen, wenn sie vorher Alberts entführte Frau Anna suchen dürfen. Dies wird ihnen zwar nicht gewährt, doch sie überleben trotzdem, da der Henker von einer Schlange gebissen wird und stirbt. Alle Anwesenden fliehen aus Angst vor den Schlangen aus dem Gerichtssaal. Die beiden Angeklagten werden von Bushman, einem mit den Franzosen befreundeten Afrikaner, befreit. Zwei weitere Männer (Zouga und Joseph, Alberts Bruder) erwarten die drei mit einem Boot, mit dem sie sodann losfahren, um Alberts Frau Anna zu retten. Sie gelangen mit dem Kanu bis zu dem Ort, wo Anna von Klaas, dem Bruder der Boers, gefangen gehalten wird.
James Willis treibt indes den Fluss entlang, nachdem Ameisen seinen Körper angefressen und das Seil, an dem er angebunden war, durchtrennt hatten. Er kann sich in eine Höhle retten, in der er Waffen, Nahrung  und Edelsteine findet und merkt, dass dieses Lager Sam Smith gehören und die auf der Schatzkarte verzeichnete Grotte sein muss. Nachdem Smith und die Boers ihr Camp auf einem Plateau nahe der Höhle aufgeschlagen haben, begibt sich Smith in genau diese Höhle, da er ein Indiz auf der Schatzkarte fand. Er dringt bis zum Ende des Tunnels vor und findet dort die gesuchten Schätze der Könige und auch Willis, den er sogleich fesselt.
Die Franzosen, niedergeschlagen von Anna Villeroges Verschwinden, kommen zum Wagen Klaas’ und finden ein Indiz Annas, woraufhin sie den Wagen in ein Boot umbauen. Nachdem sie den Fluss überquert haben, stoßen sie auf eine Lichtung, wo sie Reste eines Lagers und Fußspuren entdecken. Als Albert die Truppe der Boers verfolgen will, hört er einen Schrei Esthers, die sich gegen Klaas wehrt, als er sie wegen ihres Ungehorsams töten will. Albert kommt ihr zu Hilfe, die beiden Männer kämpfen – Albert gewinnt. Bushman tötet Klaas, den Mörder von Esthers Vater.
Beim Wiedersehen erzählen sich die ehemaligen Gefangenen ihr Unglück. Esthers Vater war der Mann, wegen dessen Mord Albert und Alexandre zu Unrecht angeklagt wurden. Alle verzichten auf den gefundenen Schatz, da seine Suche zu viele Opfer forderte. Alexandre bemerkt auf dem Fluss eine von Pieter geführte Gruppe Schwarzer. Die Männer beider Seiten machen sich zum Kampf bereit, als Bushman in Begleitung Magopos, dem Chef des Batokas-Stammes, erscheint. Als die Boers sehen, dass sich die Batokas ihrem Lager nähern, legen sie Feuer. Dann erschallt eine Detonation und der Hügel, auf dem sich alle befinden, rutscht in den Fluss ab. Smith kann nicht fliehen, da die Explosion Schätze und Räuber in den Fluss gespült hat. Magopo ist froh, dass die Entdeckung der Höhle und ihrer Schätze verhindert wurde.
Die glückliche Truppe begleitet die Franzosen zum nächsten Dorf und bereitet den Bergarbeitern vom Inselberg Victoria eine Grabstätte. Am Inselberg Nelson heiraten Alexandre und Esther. Albert erhält ein reiches Erbe, das allen Franzosen ermöglicht, nach Villeroge zurückzukehren und dort ohne Geldsorgen zu leben.

## Ausgabe
- Louis Boussenard : Les Drames de l’Afrique Australe. Paris : Bibliothèque des Grandes Aventures,  Editions Jules Tallandier,  1883.